# La Lajita, Petatlán
La Lajita är en ort i Mexiko.   Den ligger i kommunen Petatlán och delstaten Guerrero, i den södra delen av landet, 300 km sydväst om huvudstaden Mexico City. La Lajita ligger 161 meter över havet och antalet invånare är 152.
Terrängen runt La Lajita är kuperad västerut, men österut är den bergig. La Lajita ligger nere i en dal. Runt La Lajita är det ganska glesbefolkat, med 21 invånare per kvadratkilometer. Närmaste större samhälle är Las Mesas, 8,2 km norr om La Lajita. I omgivningarna runt La Lajita växer huvudsakligen savannskog.